# Catena de Terah
Terah Catena
Pour les articles homonymes, voir Terah.
La catena de Terah (désignation internationale : Terah Catena) est une chaîne de cratères d'impact située sur Ganymède. Elle a été nommée en référence à Terah, dieu phénicien de la lune qui s'est battu contre Keret à Negeb.